# Stenoplax bahamensis
Stenoplax bahamensis är en blötdjursart som beskrevs av Kaas och Van Belle 1987. Stenoplax bahamensis ingår i släktet Stenoplax och familjen Ischnochitonidae. Inga underarter finns listade i Catalogue of Life.